# Paolino Zucchi
Paolino Zucchi (Tarcento, 1915 – Russia, 6 gennaio 1943) è stato un militare italiano insignito della medaglia d'oro al valor militare alla memoria nel corso della seconda guerra mondiale.

## Biografia
Nacque a Collalto, frazione di Tarcento, nel 1915, figlio di Giandomenico e di Romana Di Giusto. 
Uscito dalla scuola di avviamento, si dedicò alla gestione dell'azienda agricola paterna pur continuando a studiare privatamente per conseguire il diploma di geometra. Nel 1936 fu arruolato nel Regio Esercito in forza all'8º Reggimento alpini ed inviato alla Scuola Centrale di alpinismo ad Aosta. Promosso sergente nell'aprile 1937 venne posto in congedo. Richiamato in servizio attivo il 30 agosto 1939, assegnato al battaglione alpini "Val Natisone", nel novembre 1940 partiva in aereo per l'Albania dove prese parte ai combattimenti durante la guerra contro la Grecia. Ritornato in Italia, decorato di medaglia di bronzo al valor militare, a causa di una grave malattia polmonare, rientrò al reggimento il 19 luglio 1942. In forza alla 76ª Compagnia del battaglione alpini "Cividale" partiva pochi giorni dopo per l'Unione Sovietica. A fine del mese di agosto il battaglione raggiunse il fronte, attestandosi, come buona parte dei reparti italiani dell'ARMIR a ridosso del fiume Don.
Nel dicembre 1942 i sovietici lanciarono l'offensiva di Natale che avrebbe indotto i reparti italo-tedeschi alla ritirata generale. Durante la notte tra il 3 e il 4 gennaio 1943 iniziò un violento attacco sovietico con l'obiettivo di conquistare alcune alture, il cui controllo avrebbe permesso di colpire da dietro le linee degli alpini e scompaginare la resistenza italiana. Assieme agli uomini da lui condotti, si lanciò alla riconquista di una posizione perduta che fu conquistata di slancio, e da qui diresse il fuoco contro il nemico, prima di venire a sua volta colpito da un colpo di cannone anticarro che lo fece morire il 6 gennaio. Il suo sacrificio permise al battaglione alpini "Cividale" di tenere il controllo dell'altura per ulteriori dieci giorni, fino a quando, il 16 gennaio 1943, giunse l'ordine di ripiegamento. Fu insignito della medaglia d'oro al valor militare alla memoria.
La salma riposa nel Tempio Nazionale "Madonna del Conforto" di Cargnacco. 
Gli è stata dedicata la caserma di Chiusaforte inaugurata, nel settembre 1963, per ospitare gli alpini del battaglione "Cividale".